# 초편모충류

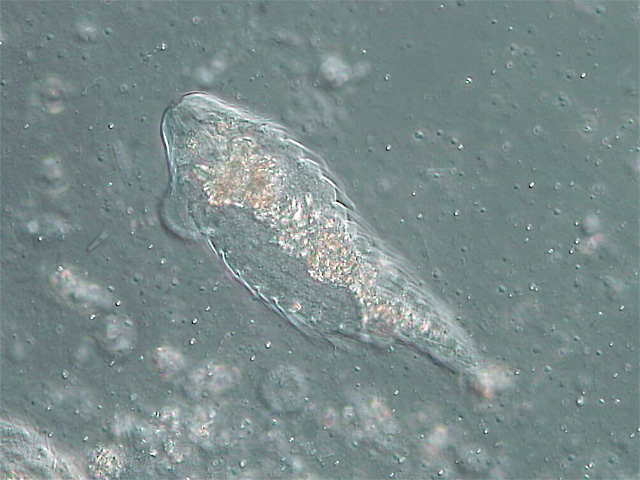
초편모충류(Teranympha mirabilis)

초편모충류(超鞭毛虫類, Hypermastigia)는 엑스카바타 분류군의 하나이다. 트리코님파속(Trichonympha)을 포함하고 있다. 현재는 부기체류에 속하는 털편모충목 등으로 분류하고 있다. 초편모충류(hypermastigida)의 학명에서 "히페르"(hyper)는 "활동성이 뛰어나다"라는 의미의 하이퍼(hyper)에서 유래했다. 현미경으로 관찰할 수 있다.

## 하위 분류
초편모충류는 1~3개 목으로 분류한다.
- 로포모나스목 (Lophomonadida)
- 여정편모충목 (Trichonymphida)
- 스피로트리코님파목 (Spirotrichonymphida)